# Беверлі Бейн
Беверлі Бейн (англ. Beverly Bayne, справжнє ім'я — Перл Беверлі Бейн (англ. Pearl Beverly Bain), 11 листопада 1894, Міннеаполіс — 18 серпня 1982, Скоттсдейл) — американська акторка.

## Біографія
Народилася в Міннеаполісі, і в 6 років з родиною переїхала в Чикаго. У 16 підписала контракт з кіностудією «Essanay Studios», і в 1912 році дебютувала в одній з короткометражок. На студії познайомилася з актором Френсісом Х. Бушменом, разом з яким з'явилася в головній ролі в 24 картинах. Одним з найбільш касових і успішних їх спільних фільмів стала мелодрама «Ромео і Джульєтта» в 1916 році. Їх екранний романтичний дует переріс в шлюб, оформлений в 1918 році. У 1916—1918 роки пара працювала разом на студії «Metro Pictures», а в подальшому вони також брали участь у театральних постановках і водевілях. Після розлучення з Бушманом в 1924 році кар'єра Бейн пішла на спад, і рік потому вона припинила зйомки в кіно. Їх єдиний син, Річард Стенсбері Бушман, покінчив життя самогубством в 1957 році.
У 1930 і 1940 роки акторка грала в театрі, в тому числі виступала і на Бродвеї, а також працювала на радіо. У 1948 році повернулася на великий екран, з'явившись в епізодичній ролі в своєму першому і останньому звуковому фільмі «Оголене місто». У 1950 році вона остаточно завершила кар'єру, усамітнившись в Арізоні в місті Скотсдейлі, де в 1982 році померла від серцевого нападу в 87-річному віці. Її внесок в американську кіноіндустрію відзначений зіркою на Голлівудській алеї слави.